# 孫伏都
孫 伏都（そん ふくと、? - 349年）は、五胡十六国時代後趙の人物。

## 生涯
後趙に仕え、将軍に任じられた。
346年5月、石虎の命により、涼州刺史麻秋と共に歩騎3万を率いて前涼征伐に向かった。軍を進めて金城を攻めると、金城郡太守張沖を降伏させた。だが、前涼の中堅将軍謝艾に敗れたので、金城へ撤退した。
後に征西将軍に任じられた。
347年7月、将軍劉渾と共に2万の兵を率い、前涼征伐中の麻秋と合流した。後趙軍は進軍して河を渡ると、金城の北へ長最城を築いた。8月、またも謝艾に敗れ、金城まで撤退した。
後に龍驤将軍に任じられた。
349年12月、孫伏都は劉銖と共に朝権を掌握していた大将軍石閔・大司馬李農の誅殺を企て、羯族の兵士3千人を胡人の居住区域に伏せて隙を窺った。この時、皇帝石鑑は中台にいたが、孫伏都らは30人余りの将を率いて台に昇ると、石鑑の身柄を確保して石閔らの討伐準備を始めた。石鑑は孫伏都が閣道を破壊しているのを見て、その理由を問うた。孫伏都は「李農らが反乱を起こし、既に東掖門におります。臣は衛士を率いてこれを討たんと考えており、謹んで先に知らせに参りました」と答えると、石鑑は「卿は功臣である。官（我）のために陳力するように。朕は台の上から観ている。必ずやその働きに報いよう」と述べた。その後、孫伏都らは石閔らを攻めたが、返り討ちに遭った。その為、一旦退却して鳳陽門に立て籠もった。石閔らは数千の兵を率いて金明門を破壊し、中台へ向かった。石鑑は殺されるのを恐れ、すぐに石閔と李農を招き寄せ、門を開いて中へ迎え入れると「孫伏都が造反したぞ。卿らは速やかにこれを討つように」と命じた。李農は孫伏都らを攻撃すると、孫伏都は敗北を喫し、殺害された。鳳陽門から琨華殿へ至るまで屍が連なり、流血は川を成す程であったという。